# دانشگاه علوم کاربردی واسا
دانشگاه علوم کاربردی واسا (انگلیسی: Vaasa University of Applied Sciences، سوئدی: Vasa yrkeshögskola، فنلاندی: Vaasan ammattikorkeakoulu, Vamk که با نام وامک (VAMK) نیز شناخته می‌شود، یک موسسه آموزش عالی بین‌المللی در واسا، فنلاند است. وامک در رشته‌های کارشناسی مدیریت بازرگانی، مهندسی، مدیریت هتلداری و خدمات اجتماعی و همچنین پرستاری رسمی و پرستاری بهداشت عمومی به زبان‌های فنلاندی، سوئدی و انگلیسی برنامه ارائه می‌کند. این دانشگاه تقریباً ۴۰۰۰ دانشجو و حدود ۲۰۰ کارمند دارد.

## برنامه‌ها
وامک آموزش را به سه زبان برای ۱۷ برنامه تحصیلی ارائه می‌دهد. علاوه بر برنامه‌های تحصیلی فنلاندی، وامک دارای سه برنامه تحصیلی سوئدی و سه برنامه تحصیلی انگلیسی است. کلاس‌های دانشگاه علوم کاربردی وامک شامل مطالعات نظری، حرفه‌ای، آموزش عملی در یک زمینه تخصصی و پایان‌نامه نهایی است.

## نمایه بین‌المللی
حدود یک یازدهم از کل دانشجویان وامک دانشجویان خارجی هستند. سالانه حدود ۳۰۰ دانشجو از خارج از کشور، علاوه بر حدود ۸۰ دانشجوی تبادلی، تحصیلاتی را که منجر به اخذ مدرک می‌شود، دنبال می‌کنند.
هر دانشجو می‌تواند با شرکت در دوره‌های آموزشی یا آموزش‌های عملی در خارج از کشور، تجربه بین‌المللی کسب کند. سالانه تقریباً ۱۵۰ دانشجوی وامک به خارج از کشور می‌روند.

## فارغ‌التحصیل سال
در اکتبر ۲۰۲۱، دانشگاه علوم کاربردی واسا اولین رویداد فارغ‌التحصیلی خود را برگزار کرد و فارغ‌التحصیل سال را انتخاب کرد. جایزه فارغ‌التحصیل سال برای اولین بار به لوکومانو ایدریسو، یک سازنده جامعه و کارمند وارتسیلا، اهدا شد. جایزه فارغ‌التحصیل سال به فارغ‌التحصیل وامک از هر یک از دانشکده‌ها (بازرگانی، مهندسی و مراقبت‌های بهداشتی و علوم اجتماعی) که خود را متمایز کرده و با پیروی از ارزش‌های وامک یعنی حرفه‌ای بودن، همدردی، صداقت، مسئولیت‌پذیری و صراحت، تأثیر مثبتی در داخل و خارج از دانشگاه گذاشته است، اهدا می‌شود.